# Voleibol de praia nos Jogos Pan-Americanos de 2023 - Feminino
O torneio feminino de voleibol de praia nos Jogos Pan-Americanos de 2023 ocorre entre 21 e 27 de outubro, no Centro de Vóleibol Playa, em Peñalolén.

## Medalhistas
| Ouro   | BRA Ana Patrícia Ramos e Duda Lisboa           |
| Prata  | CAN Melissa Humana-Paredes e Brandie Wilkerson |
| Bronze | USA Corinne Quiggle e Sarah Schermerhorn       |

## Primeira fase
|  | Duplas classificadas às quartas de final |
|  | Duplas classificadas às oitavas de final |
|  | Duplas disputam as posições inferiores   |

Todas as partidas seguem o fuso horário local (UTC−3).

### Grupo A
|     |                        |     | Jogos | Jogos | Jogos | Sets | Sets | Sets  | Pontos | Pontos | Pontos |
| Pos | Equipe                 | Pts | T     | V     | D     | V    | P    | R     | V      | P      | R      |
| --- | ---------------------- | --- | ----- | ----- | ----- | ---- | ---- | ----- | ------ | ------ | ------ |
| 1   | MEX Gutiérrez–Flores   | 6   | 3     | 3     | 0     | 6    | 0    | MAX   | 126    | 86     | 1.465  |
| 2   | CHI Rivas Zapata–Chris | 5   | 3     | 2     | 1     | 4    | 3    | 1.333 | 126    | 119    | 1.059  |
| 3   | ECU Ariana–Karelys     | 4   | 3     | 1     | 2     | 3    | 4    | 0.750 | 108    | 139    | 0.777  |
| 4   | CRC Quesada–Williams   | 3   | 3     | 0     | 3     | 0    | 6    | 0.000 | 75     | 126    | 0.595  |

| 21 out | 17:00 | MEX Gutiérrez–Flores   | 2–0 | ECU Ariana–Karelys   | 21-19, 21-17        | Relatório |
| 21 out | 19:00 | CHI Rivas Zapata–Chris | 2–0 | CRC Quesada–Williams | 21-12, 21-9         | Relatório |
| 22 out | 17:00 | MEX Gutiérrez–Flores   | 2–0 | CRC Quesada–Williams | 21-12, 21-9         | Relatório |
| 22 out | 19:00 | CHI Rivas Zapata–Chris | 2–1 | ECU Ariana–Karelys   | 21-17, 16-21, 18-16 | Relatório |
| 23 out | 17:00 | ECU Ariana–Karelys     | 2–0 | CRC Quesada–Williams | 21-15, 21-18        | Relatório |
| 23 out | 19:00 | CHI Rivas Zapata–Chris | 0–2 | MEX Gutiérrez–Flores | 14-21, 15-21        | Relatório |

### Grupo B
|     |                          |     | Jogos | Jogos | Jogos | Sets | Sets | Sets  | Pontos | Pontos | Pontos |
| Pos | Equipe                   | Pts | T     | V     | D     | V    | P    | R     | V      | P      | R      |
| --- | ------------------------ | --- | ----- | ----- | ----- | ---- | ---- | ----- | ------ | ------ | ------ |
| 1   | USA Quiggle–Schermerhorn | 6   | 3     | 3     | 0     | 6    | 0    | MAX   | 129    | 94     | 1.372  |
| 2   | ARG Gallay–Pereyra       | 5   | 3     | 2     | 1     | 4    | 2    | 2.000 | 139    | 93     | 1.495  |
| 3   | PER Gaona–Allcca         | 4   | 3     | 1     | 2     | 2    | 4    | 0.500 | 105    | 114    | 0.921  |
| 4   | EAI Girón–Alvarado       | 3   | 3     | 0     | 3     | 0    | 6    | 0.000 | 71     | 127    | 0.559  |

| 21 out | 11:00 | USA Quiggle–Schermerhorn | 2–0 | PER Gaona–Allcca   | 21-13, 21-18 | Relatório |
| 21 out | 12:00 | ARG Gallay–Pereyra       | 2–0 | EAI Girón–Alvarado | 21-11, 21-6  | Relatório |
| 22 out | 11:00 | USA Quiggle–Schermerhorn | 2–0 | EAI Girón–Alvarado | 21-13, 21-11 | Relatório |
| 22 out | 12:00 | ARG Gallay–Pereyra       | 2–0 | PER Gaona–Allcca   | 21-16, 21-15 | Relatório |
| 23 out | 11:00 | USA Quiggle–Schermerhorn | 2–0 | ARG Gallay–Pereyra | 24-22, 21-17 | Relatório |
| 23 out | 12:00 | EAI Girón–Alvarado       | 0–2 | PER Gaona–Allcca   | 20-22, 10-21 | Relatório |

### Grupo C
|     |                       |     | Jogos | Jogos | Jogos | Sets | Sets | Sets  | Pontos | Pontos | Pontos |
| Pos | Equipe                | Pts | T     | V     | D     | V    | P    | R     | V      | P      | R      |
| --- | --------------------- | --- | ----- | ----- | ----- | ---- | ---- | ----- | ------ | ------ | ------ |
| 1   | BRA Ana Patrícia–Duda | 6   | 3     | 3     | 0     | 6    | 0    | MAX   | 126    | 64     | 1.969  |
| 2   | PUR Navas–González    | 5   | 3     | 2     | 1     | 4    | 2    | 2.000 | 110    | 94     | 1.170  |
| 3   | COL Ríos–Guzmán       | 4   | 3     | 1     | 2     | 2    | 4    | 0.500 | 90     | 107    | 0.841  |
| 4   | ESA Molina–Soler      | 3   | 3     | 0     | 3     | 0    | 6    | 0.000 | 75     | 126    | 0.595  |

| 21 out | 16:30 | BRA Ana Patrícia–Duda | 2–0 | ESA Molina–Soler   | 21-9, 21-6   | Relatório |
| 21 out | 17:30 | PUR Navas–González    | 2–0 | COL Ríos–Guzmán    | 21-15, 21-10 | Relatório |
| 22 out | 16:30 | BRA Ana Patrícia–Duda | 2–0 | COL Ríos–Guzmán    | 21-13, 21-10 | Relatório |
| 22 out | 17:30 | PUR Navas–González    | 2–0 | ESA Molina–Soler   | 21-16, 21-11 | Relatório |
| 23 out | 16:30 | BRA Ana Patrícia–Duda | 2–0 | PUR Navas–González | 21-15, 21-11 | Relatório |
| 23 out | 17:30 | COL Ríos–Guzmán       | 2–0 | ESA Molina–Soler   | 21-13, 21-10 | Relatório |

### Grupo D
|     |                       |     | Jogos | Jogos | Jogos | Sets | Sets | Sets  | Pontos | Pontos | Pontos |
| Pos | Equipe                | Pts | T     | V     | D     | V    | P    | R     | V      | P      | R      |
| --- | --------------------- | --- | ----- | ----- | ----- | ---- | ---- | ----- | ------ | ------ | ------ |
| 1   | CAN Melissa–Brandie   | 6   | 3     | 3     | 0     | 6    | 0    | MAX   | 126    | 60     | 2.100  |
| 2   | PAR Valiente–Mongelós | 5   | 3     | 2     | 1     | 4    | 2    | 2.000 | 105    | 100    | 1.050  |
| 3   | DOM Almánzar–Payano   | 4   | 3     | 1     | 2     | 2    | 4    | 0.500 | 111    | 133    | 0.835  |
| 4   | URU Bianchi–Acuña     | 3   | 3     | 0     | 3     | 0    | 6    | 0.000 | 89     | 137    | 0.650  |

| 21 out | 10:30 | CAN Melissa–Brandie   | 2–0 | URU Bianchi–Acuña     | 21-11, 21-6  | Relatório |
| 21 out | 11:30 | PAR Valiente–Mongelós | 2–0 | DOM Almánzar–Payano   | 21-20, 21-16 | Relatório |
| 22 out | 10:30 | CAN Melissa–Brandie   | 2–0 | DOM Almánzar–Payano   | 21-11, 21-11 | Relatório |
| 22 out | 11:30 | PAR Valiente–Mongelós | 2–0 | URU Bianchi–Acuña     | 21-8, 21-15  | Relatório |
| 23 out | 10:30 | CAN Melissa–Brandie   | 2–0 | PAR Valiente–Mongelós | 21-13, 21-8  | Relatório |
| 23 out | 11:30 | DOM Almánzar–Payano   | 2–0 | URU Bianchi–Acuña     | 32-30, 21-19 | Relatório |

## Fase eliminatória

### Oitavas de final
| 24 out | 10:30 | ARG Gallay–Pereyra     | 2–0 | DOM Almánzar–Payano | 21-18, 21-15 | Relatório |
| 24 out | 11:30 | PUR Navas–González     | 2–0 | ECU Ariana–Karelys  | 21-17, 21-14 | Relatório |
| 24 out | 17:00 | PAR Valiente–Mongelós  | 0–2 | PER Gaona–Allcca    | 19-21, 19-21 | Relatório |
| 24 out | 18:00 | CHI Rivas Zapata–Chris | 2–0 | COL Ríos–Guzmán     | 21-18, 21-16 | Relatório |

### Quartas de final
| 25 out | 11:00 | MEX Gutiérrez–Flores     | 0–2 | ARG Gallay–Pereyra     | 16-21, 17-21 | Relatório |
| 25 out | 12:00 | CAN Melissa–Brandie      | 2–0 | PUR Navas–González     | 21-11, 21-14 | Relatório |
| 25 out | 17:00 | BRA Ana Patrícia–Duda    | 2–0 | PER Gaona–Allcca       | 21-12, 21-9  | Relatório |
| 25 out | 19:00 | USA Quiggle–Schermerhorn | 2–0 | CHI Rivas Zapata–Chris | 21-18, 21-16 | Relatório |

### Semifinais
| 26 out | 17:00 | ARG Gallay–Pereyra    | 0–2 | CAN Melissa–Brandie      | 15-21, 15-21 | Relatório |
| 26 out | 18:00 | BRA Ana Patrícia–Duda | 2–0 | USA Quiggle–Schermerhorn | 21-11, 21-18 | Relatório |

### Disputa pelo bronze
| 27 out | 16:00 | ARG Gallay–Pereyra | 0–2 | USA Quiggle–Schermerhorn | 18-21, 10-21 | Relatório |

### Final
| 27 out | 18:00 | CAN Melissa–Brandie | 0–2 | BRA Ana Patrícia–Duda | 20-22, 18-21 | Relatório |

## Rodadas de classificação

### Classificatória 5.º-8.° lugar
| 26 out | 11:00 | MEX Gutiérrez–Flores | 2–1 | PUR Navas–González     | 17-21, 21-12, 15-11 | Relatório |
| 26 out | 12:00 | PER Gaona–Allcca     | 2–0 | CHI Rivas Zapata–Chris | 21-18, 22-20        | Relatório |

### Disputa do 7.º lugar
| 27 out | 10:00 | PUR Navas–González | 2–1 | CHI Rivas Zapata–Chris | 21-19, 18-21, 15-9 | Relatório |

### Disputa do 5.º lugar
| 27 out | 11:00 | MEX Gutiérrez–Flores | 2–0 | PER Gaona–Allcca | 21-9, 21-18 | Relatório |

### Classificatória 9.º-12.° lugar
| 25 out | 11:00 | DOM Almánzar–Payano   | 2–0 | ECU Ariana–Karelys | 21-17, 21-14        | Relatório |
| 25 out | 12:00 | PAR Valiente–Mongelós | 1–2 | COL Ríos–Guzmán    | 21-16, 19-21, 12-15 | Relatório |

### Disputa do 11.º lugar
| 26 out | 10:30 | ECU Ariana–Karelys | 0–2 | PAR Valiente–Mongelós | 17-21, 20-22 | Relatório |

### Disputa do 9.º lugar
| 26 out | 11:30 | DOM Almánzar–Payano | 2–0 | COL Ríos–Guzmán | 21-13, 21-13 | Relatório |

### Classificatória 13.º-16.° lugar
| 24 out | 11:00 | URU Bianchi–Acuña | 1–2 | CRC Quesada–Williams | 21-17, 16-21, 8-15  | Relatório |
| 24 out | 12:00 | ESA Molina–Soler  | 1–2 | EAI Girón–Alvarado   | 16-21, 21-11, 12-15 | Relatório |

### Disputa do 15.º lugar
| 25 out | 17:00 | URU Bianchi–Acuña | 2–0 | ESA Molina–Soler | 21-19, 21-14 | Relatório |

### Disputa do 13.º lugar
| 25 out | 18:00 | CRC Quesada–Williams | 2–1 | EAI Girón–Alvarado | 21-18, 15-21, 15-8 | Relatório |

## Classificação final
| Pos.              | Dupla                                            | Campanha (V–D) |
| ----------------- | ------------------------------------------------ | -------------- |
| Medalha de ouro   | BRA Ana Patrícia Ramos–Duda Lisboa               | 6–0            |
| Medalha de prata  | CAN Melissa Humana-Paredes–Brandie Wilkerson     | 5–1            |
| Medalha de bronze | USA Corinne Quiggle–Sarah Schermerhorn           | 5–1            |
| 4                 | ARG Ana Gallay–Fernanda Pereyra                  | 4–3            |
| 5                 | MEX Atenas Gutiérrez–Abril Flores Castro         | 5–1            |
| 6                 | PER Claudia Gaona–Lisbeth Allcca                 | 3–4            |
| 7                 | PUR Allanis Navas–María González                 | 4–3            |
| 8                 | CHI María Francisca Rivas–Chris Vorpahl          | 3–4            |
| 9                 | DOM Bethania Almánzar–Julibeth Payano            | 3–3            |
| 10                | COL Diana Ríos–Margarita Guzmán                  | 2–4            |
| 11                | PAR Michelle Valiente–Erika Mongelós             | 3–3            |
| 12                | ECU Ariana Vilela–Karelys Simisterra Ortiz       | 1–5            |
| 13                | CRC Kianny Araya Quesada–Ángel Williams Paniagua | 2–3            |
| 14                | EAI Natalia Girón–Paola Alvarado                 | 1–4            |
| 15                | URU Maribel Bianchi–Sol Acuña                    | 1–4            |
| 16                | ESA Laura Molina–Yvonne Soler                    | 0–5            |